# St-Martin (Villers-en-Arthies)

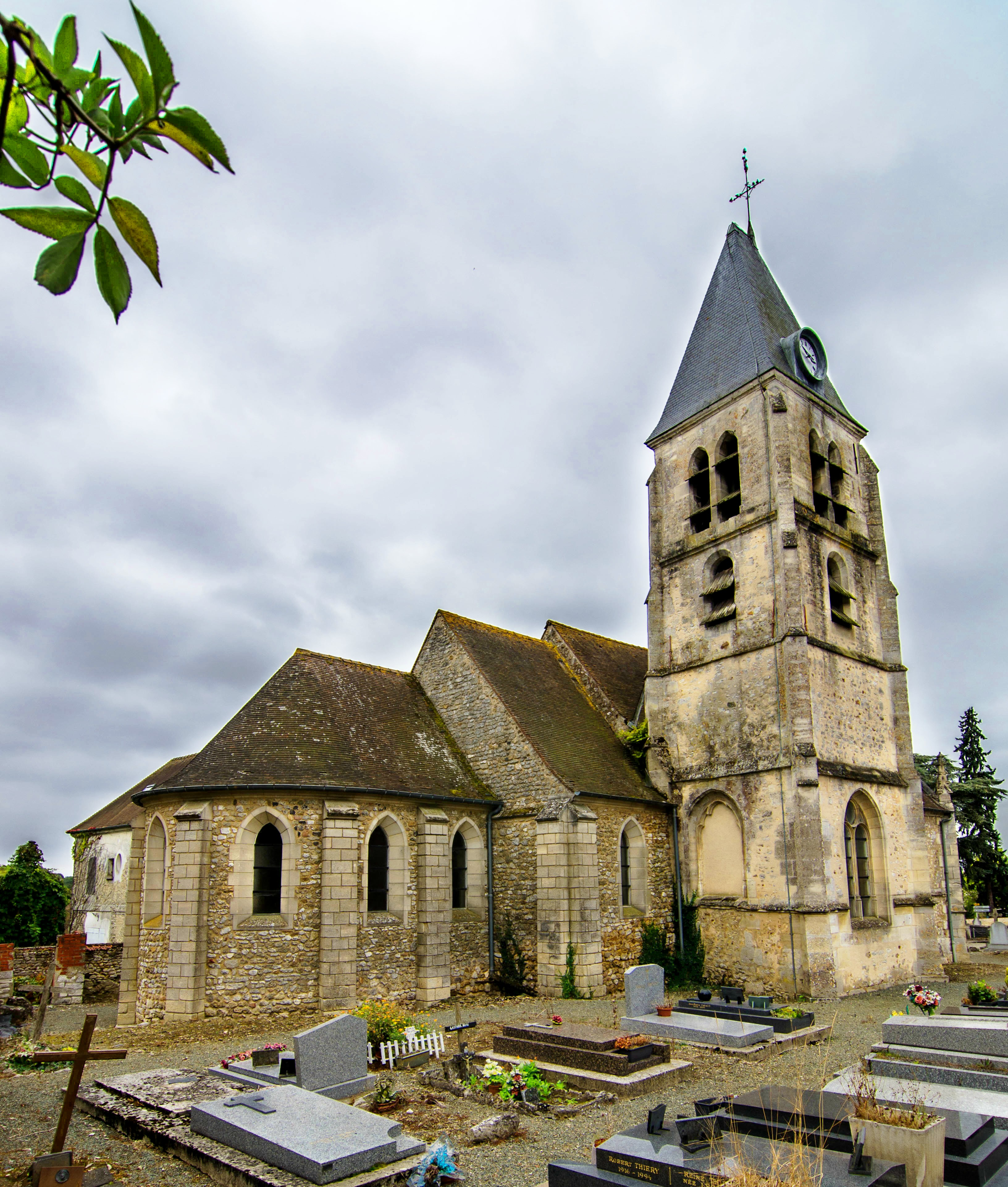
Kirche Saint-Martin, Chor und Glockenturm

Die römisch-katholische Pfarrkirche St-Martin in Villers-en-Arthies, einer französischen Gemeinde im Département Val-d’Oise in der Region Île-de-France, wurde ab dem 13. Jahrhundert errichtet. Das Bauwerk steht seit 1939 als Monument historique auf der Liste der Baudenkmäler in Frankreich.

## Geschichte
Die dem heiligen Martin geweihte Kirche steht inmitten eines Friedhofs. Die Pfarrgemeinde wurde bereits 1060 eingerichtet. Die im 13. Jahrhundert gebaute Kirche wurde nach den Zerstörungen während des Hundertjährigen Krieges im 16. Jahrhundert erneuert. Von der mittelalterlichen Kirche sind nur noch Teile des Chors und das Untergeschoss des Glockenturms erhalten. Bemerkenswert ist das im Flamboyant-Stil geschmückte Portal. Der Turm ist nördlich an das Querhaus angebaut.